# Lotnictwo frontowe
Lotnictwo frontowe – rodzaj lotnictwa wojskowego bezpośrednio wspierający wojska walczące na linii frontu. Termin używany w czasie II wojny światowej. W jego skład wchodzi lotnictwo taktyczne i operacyjne. 